# Smyrnakungsfiskare
Smyrnakungsfiskare (Halcyon smyrnensis) är en asiatisk fågel i familjen kungsfiskare inom ordningen praktfåglar.

## Utseende och läte
Smyrnakungsfiskaren är stor som en trast, 26–30 centimeter lång, med mycket starka färger: korallröd näbb, kastanjebrunt huvud, buk, mindre armtäckare och kroppsidor, kritvit strupe och övre bröst samt starkt blågrön ovansida och stjärt. I flykten syns himmelsblå fält och svarta spetsar på vingarna.
Närbesläktade brunbröstad kungsfiskare (H. gularis) i Filippinerna, tidigare behandlad som underart (se nedan), urskiljer sig med vitt begränsat till strupen och en mycket större mörkare fläck på armtäckarna som dessutom är svartaktig.
Fågeln är ljudlig och talför med metalliska varningsramsor och en snabbdrillande upprörd vissling som sång.

## Utbredning och systematik
Smyrnakungsfiskare delas in i sex underarter med följande utbredning:
- Halcyon smyrnensis smyrnensis – förekommer från södra Turkiet till nordöstra Egypten, Irak till nordvästra Indien
- Halcyon smyrnensis fusca – förekommer i västra Indien och Sri Lanka
- Halcyon smyrnensis saturatior – förekommer i Andamanerna
- Halcyon smyrnensis perpulchra – förekommer från Bhutan till östra Indien, Indokina, Malackahalvön och västra Java
- Halcyon smyrnensis fokiensis – förekommer i södra och östra Kina, Hainan och Taiwan

I Europa har arten påträffats bland annat i Grekland med fynd från exempelvis öarna Lesbos och Samos nära den turkiska kusten. Den har även setts i Bulgarien och på Cypern.
Brunbröstad kungsfiskare (H. gularis) i Filippinerna behandlades tidigare som underart till smyrnakungsfiskare, men urskiljs numera allmänt som egen art. 

## Ekologi
Till skillnad från många arter kungsfiskare är smyrnakungsfiskaren inte bunden till vatten. Istället förekommer den i dungar i jordbruksbygd, palmlundar, parker och ibland till och med i skog. Den lever av fisk, groddjur, insekter och ödlor.
Boet placeras i en jordbank utmed en flod eller damm, ibland i en klippskreva, träd eller klippskreva. I Israel kan den utnyttja ett gammalt biätarbo, i Pakistan ett majnabo. Den lägger vanligtvis fem till sex ägg som båda föräldrarna ruvar, i 18–20 dagar.

## Status och hot
Arten har ett stort utbredningsområde och en stor population, och tros öka i antal. Utifrån dessa kriterier kategoriserar internationella naturvårdsunionen IUCN arten som livskraftig (LC). Notera dock att IUCN urskiljer gularis som egen art och bedömer därför populationen av detta taxon separat, även den som livskraftig.

## Bilder

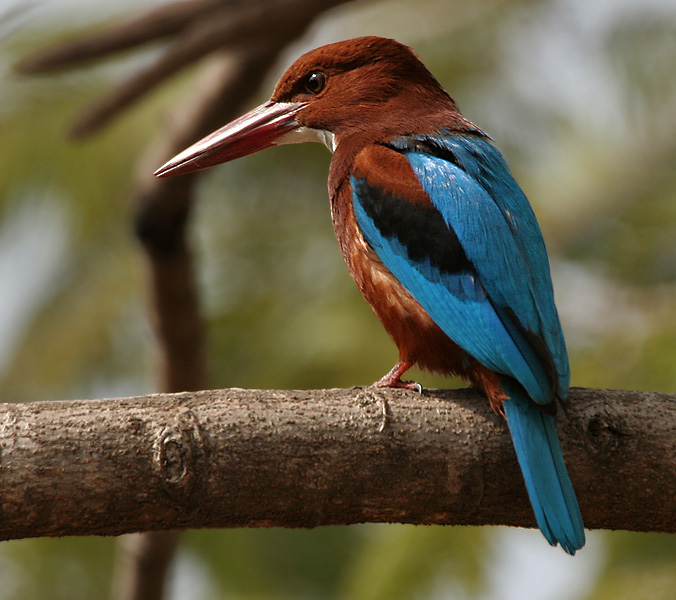
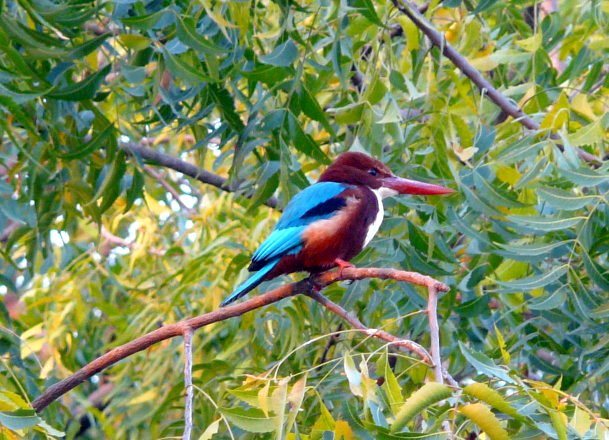